# Укус трешње
Taste of Cherry (перс. طعم گیلاس..., Ta’m-e gīlās...) је ирански минималистички драмски филм из 1997. који је написао, продуцирао, монтирао и режирао Абас Кјаростами, а са Хомајуном Ершадијем у главној улози средовечног човека, који се вози кроз предграђе града, у потрази за неким вољним да изврши задатак да га сахрани након што он изврши самоубиство. Филм је освојио Златну палму на Филмском фестивалу у Кану 1997. коју је поделио са Јегуљом.

## Заплет
Господин Бади, средовечни човек, вози се кроз Техеран тражећи некога да му уради посао, за шта нуди велику суму новца. Током својих вожњи са потенцијалним кандидатима, Бади открива да планира да се убије и да је већ ископао гроб. Он каже људима које тражи да иду на место које је он одабрао следећег јутра и да му помогну да устане ако је одлучио да живи или га сахране ако је одлучио да умре. Он не говори зашто жели да изврши самоубиство.
Његов први регрут је млади, стидљиви курдски војник који одбија да обави посао и бежи из Бадијевог аутомобила. Његов други регрут је авганистански семинариста који такође одбија јер има религиозне примедбе на самоубиство. Трећи је господин Багери, азербејџански таксидермиста. Спреман је да помогне Бадију јер му је потребан новац за болесно дете. Покушава да убеди Бадија да не изврши самоубиство и открива да је и он желео да изврши самоубиство 1960. године, али је одлучио да живи када је, након што није успео, пробао дудове који су пали са дрвета. Багери открива да је потом отишао кући са дудовима и дао их својој жени, у којима је и она уживала. Он наставља да расправља о ономе што сматра лепотом живота, укључујући изласке сунца, месец и звезде. Багери обећава да ће бацити камење на Бадија ујутру. Након одласка старца, Бади се враћа на његово радно место, тражећи га, да га замоли да провери да ли је заиста мртав ујутру.
Те ноћи Бади лежи у свом гробу док почиње грмљавина. Након дугог замрачења, филм се завршава разбијањем четвртог зида са снимцима ручне камере Кјаростамија и филмске екипе који снимају филм, остављајући Бадијев крајњи избор непознатим.

## Улоге
- Хомајун Ершади као господин Бади
- Абдолрахман Багери као господин Багери, таксидермиста
- Афшин Хоршид Бахтијари као радник
- Сафар Али Моради као војник
- Мир Хосеин Нори као семинариста

## Стил
Филм је минималистички по томе што је снимљен првенствено дугим кадровима; темпо је лаган и постоје дуги периоди амбијенталног (позадинског) звука, што завршна секвенца приказује снимак посаде. Господин Бади се ретко приказује у истом кадру као и особа са којом разговара (то је делом због тога што је током снимања, редитељ Киаростами седео на сувозачком седишту аутомобила).

## Музика
Филм не укључује позадину, осим наслова на крају. Ово укључује комад за трубу, адаптацију Луја Армстронга из 1929. "St. James Infirmary Blues." Једина друга песма у филму је "Khuda Bowad Yaret" (Нека Бог буде ваш заштитник) авганистанског певача Ахмада Захера, која се пушта у позадини на радију око 38 минута након филма.

## Пријем
Укус трешње је награђен престижном Златном палмом на Канском филмском фестивалу 1997. године у години када је објављен, заједно са филмом Јегуља Шохеја Имамуре.

### Пријем
На веб страници агрегатора рецензија Rotten Tomatoes филм има оцену одобравања од 83% на основу 40 критика, са „консензусом критичара“ који гласи: „Укус Вишње има једноставну естетика побија богато двосмислену студију карактера са импресивно амбициозном тематском скалом." Роб Алдам из Backseat Mafia описао је филм као „сигурну и проучавану медитацију о питању да ли је живот вредан живљења“. Метју Лукас из From the Front Row је написао:
"Крај је двосмислен у најлепшој Кјаростами традицији, али његов наставак у снимке иза кулиса подједнако је узбудљив колико и дезоријентисан. Као да је филм на ивици да открије све одговоре самог живота, а онда се повлачи у последњој секунди, враћајући мистерију публици. На тај начин постиже неку врсту мистицизма који прогања, дубоко мењајући перцепцију публике о стварности. То је Кјаростамијево најбоље дело и један од најбољих филмова 1990-их."
Стивен Холден из The New York Times-а назвао је филм „истовремено епским и прецизно минускуларним”, написавши да „тек када Бади упозна таксидермисту, филм проналази лирски глас који одговара његовим моћним визуелним сликама. Његов прекрасан, грубо обрађен монолог о томе како је поново стекао жељу за животом након што је покушао да се обеси о дуд је једноставна, елоквентна парабола о чулима која се отварају за освежење једноставних животних задовољстава." Према Стенлију Кауфману из The New Republic, „Како нам дизајн филма постаје јасан, тихи простор почиње да га насељава."

Од мањег броја негативних критика, Рогер Иберт у The Chicago Sun-Times је био најоштрији, дајући филму 1 од 4 звездице. Иберт је одбацио филм као „мукотрпно досадан“ и додао, 
„Интелектуално разумем шта Кјаростами ради. Не тражим нестрпљиво за акцију или инцидент. Оно што осећам, међутим, је да је Кјаростамијев стил овде афектација; тема то не чини неопходним и нема користи од тога. Ако желимо да осећамо симпатије према Бадију, зар не би помогло да сазнамо више о њему? Да знамо, у ствари, било шта о њему? Чему служи да се у почетку сугерише да је можда хомосексуалац? (Не која сврха за публику – која сврха за самог Бадија? Сигурно мора бити свестан да се његове намере погрешно тумаче.) И зашто морамо да видимо Кјаростамијеву сниматељску екипу – заморна стратегија дистанцирања која ће нас подсетити да гледамо филм? Ако постоји једна ствар која Укусу трешње није потребна, то је такав подсетник: филм је толико беживотни дрон да га доживљавамо само као филм."
Иберт је касније додао филм на листу својих најомраженијих филмова свих времена.

У својој рецензији Кјаростамијевог филма, критичар Џонатан Розенбаум из Chicago Reader  доделио му је пуне четири звездице. Одговарајући на Ибертове критике, Розенбаум је написао: 
„Колега који сматра да је Укус трешње „мучно досадан“ посебно приговара чињеници да не знамо ништа о Бадију, ономе што он види као ометајућу сугестију да је Бади можда хомосексуалац који тражи секс и шта он види као уморну "стратегију дистанцирања" подсећања нас на крају да гледамо филм. Из перспективе историје комерцијалне западне кинематографије, он има право на све три тачке. Али Кјаростами није могао да брине о складу са том перспективом, и с обзиром на то шта он може да уради, не могу да се сетим било каквог разлога да га буде брига... најважнија ствар у вези са радосним финалом је да је то потпуна супротност "ефекту дистанцирања". Ставља нас у лабораторију из које је филм настао и поставља нас у равноправан положај са филмским ствараоцем, али то чини у духу колективне еуфорије, изненада нас ослобађајући од угњетавајуће самоће и таме Бадија самог у свом гробу... Кјаростами представља живот у свој његовој богатој сложености, реконфигуришући елементе из претходних 80-ак минута у видеу да би разјаснили шта је стварно, а шта измишљено... Далеко од тога да потврђује да је Укус трешње „само“ филм, овај диван крај каже, између осталог и да је то и филм“.
Од објављивања филма, многи други критичари су га такође прогласили ремек-делом; у анкети Британског филмског института 2012. Sight & Sound, шест критичара и два редитеља прогласили су укус трешње једним од 10 најбољих филмова икада снимљених. Такође је проглашен за 9. најбољи филм 90-их од стране Slant Magazine. О завршетку и његовим клеветницима, писао је Калум Марш:
„Зачуђујуће је да би било ко било где могао да погледа „Укус трешње“ Абаса Кјаростамија, да га одушевљено заволи, а затим предложи да се његов животно-потврђујући помо цода уклони, као што су то урадиле гомиле обожавалаца часописа након премијере филма на Канском филму 1997. Фестивал (што је збуњујуће, Кјаростами је у ствари послушао њихов савет и одсекао крај за своју позоришну представу у Италији). Ти драгоцени последњи тренуци — метатекстуални прекид радње, снимљен на видео снимку, у којем су приказани глумци и екипа припрема сцене из филма уз звуке „болнице Св. Џејмса“—велики су и грациозни помак изван текста и филма и живота, ослобађање из херојевског гроба и затварање нарације. Ту је дуго путовање у ноћ, а смрт нам доноси да се будимо се на дневној светлости, ван света филма, радујући се његовој акцији. Она ништа не поткопава, проширује, обогаћује, оживљава све што је било пре ње. То је ултимативни удар: неколико минута ручна камера трансформише веома добар филм о смрти у сјајан филм о животу."